# Pithecopus oreades
Pithecopus oreades é uma espécie de perereca (qualquer sapo que passa a maior parte de sua vida útil em árvores) da família Hylidae. É encontrada no Brasil. Os seus habitats naturais são: regiões subtropicais ou tropicais de matagal seco, planícies secas tropical ou subtropical,  prados e rios.
Pesquisas das secreções pele da P. oreades sugerem valor terapêutico, especialmente como um agente anti-T. cruzi para prevenir infecções durante a transfusão de sangue.